# تشوه الأفحج
«التشوه الأفحج» هو تَزوّي Angulation داخلي مفرط (تزوي أنسي، الذي هو باتجاه الخط الناصف للجسم) للجزء القاصي من العظم أو المفصل. يسمى التشوه المعاكس، التشوه الأروح، وهو تزوي خارجي لجزء من عظم أو مفصل.
تشير المصطلحات الفحج والروح دوماً إلى الاتجاه الذي يبرز فيه الجزء القاصي من المفصل.